# 卡爾夫克里克鎮區 (阿肯色州瑟西縣)
卡爾夫克里克鎮區（英語：Calf Creek Township）是位於美國阿肯色州瑟西縣的一個行政鎮區。

## 地方資料
根據2010年美國人口普查的數據，卡爾夫克里克鎮區的面積為211.64平方千米，當中陸地面積為210.31平方千米，而水域面積為1.33平方千米。當地共有人口326人，而人口密度為每平方千米1人。